# Lolita Chammah
Lolita Chammah, född 1 oktober 1983 i Paris, är en fransk skådespelerska.

## Roller i urval
- 1988 – Svart ängel
- 1991 – Malina
- 2010 – Copacabana
- 2012 – Les Adieux à la reine
- 2015 – Anton Tchékhov 1890
- 2018 – Vincent van Gogh – Vid evighetens port
- 2020 – Ring min agent! (TV-serie)
- 2022 – Caravaggios skugga
- 2022 – EO
- 2023 – Transatlantic (TV-serie)
- 2025 – Carême (TV-serie)